# Love on the Air
„Love on the Air“ je třetí singl britského kytaristy a zpěváka Davida Gilmoura, člena art rockové skupiny Pink Floyd. Pochází z jeho druhého sólového alba About Face a byl vydán na jaře 1984 (viz 1984 v hudbě).
Píseň „Love on the Air“ je jednou ze dvou skladeb na About Face, které vznikly spoluprací Gilmoura s kytaristou The Who Petem Townshendem, který Gilmourovi napsal texty. Na B straně singlu se nachází jediná instrumentální skladba na About Face, „Let's Get Metaphysical“ nahraná s pomocí symfonického orchestru.

## Seznam skladeb
1. „Love on the Air“ (Gilmour/Townshend) – 4:19
2. „Let's Get Metaphysical“ (Gilmour) – 4:09